# うる星やつら 夢の仕掛人 因幡くん登場! ラムの未来はどうなるっちゃ!?
『うる星やつら 夢の仕掛人 因幡くん登場! ラムの未来はどうなるっちゃ!?』（うるせいやつら ゆめのしかけにん いなばくんとうじょう! ラムのみらいはどうなるっちゃ!?）は、高橋留美子原作のアニメ『うる星やつら』（1981年版）に関連するOVA作品。

## 概要
『うる星やつら』1981年版テレビアニメの放送終了後に制作されたOVA作品で、「了子の9月のお茶会」（1985年発表）から通算3作品目である。1987年7月18日にVHSで発売され、同日より全国各地で「もう待てないっちゃ 復活うる星やつら夏まつりダ!」と題した、キティアニメーションサークル（KAC）が主催するイベント・上映会も行われた。レーザーディスク（LD）版は同年10月21日に発売された。
原作漫画の「扉を開けて」から「明日へもういっちょ」までの長編ストーリーをアニメ化したもので、1988年に公開された劇場版アニメ第5作『うる星やつら 完結篇』とほぼ同じスタッフで制作された。1981年版テレビアニメでは登場しなかった因幡が初登場する作品である。

## 登場人物
三宅しのぶ
本作のヒロイン。因幡との出会いにより、自分たちの未来の可能性を知ることとなる。
諸星あたる
しのぶとともに、運命製造管理局のある異次元へ行く。未来の世界の彼は終始顔を見せていない。
ラム
因幡の落としたドアノブから運命製造管理局のある異次元へ続く装置を作る。
因幡
運命製造管理局の仕事に行く最中、空腹で行き倒れてしまう。
運命製造管理局のメンバー
運命を変えようとするしのぶたちを追うこととなる。
テン
ラムの装置を作動させるために、宇宙船に行っている間に、置いていかれてしまう。

### 運命製造管理局の作った未来1
原作の「系図」のような未来。
サクラ
つばめと結婚している。現代より落ち着いた雰囲気で、『めぞん一刻』の音無響子のような服装をしている。
尾津乃つばめ
サクラと結婚している。
三宅しのぶ
あたると結婚している。
諸星あたる
しのぶと結婚していて、面堂財閥の系列会社で働いている（つまり、面堂の間接的な部下）。
諸星こける
「系図」でも登場したしのぶとあたるの子供。あたるの両親の孫でもある。
面堂終太郎
面堂財閥頭首。旧友ということで、直々にクビを言い渡しに行く。
ラム
レイと結婚している。
レイ
ラムと結婚している。
ラン
レイと結婚したラムに嫉妬している。

### 運命製造管理局の作った未来2
ラン
レイと結婚している。
レイ
ランと結婚している。
面堂終太郎
面堂財閥頭首。ラムと結婚している。
諸星あたる
面堂の車引き（つまり、面堂の直接的な部下）。
ラム
面堂と結婚している。この未来では終止顔を見せない。
三宅しのぶ
誰とも結婚しておらず、オールドミスである事を気にしている。かつての仏滅高校の番長に相変わらず言い寄られている。

### 諸星あたるの作った未来
諸星あたる
6畳一間にハーレムをくんで生活している。
ラム
あたるのハーレムを作るために、相当な苦労を押し付けられて消息を絶つ。
藤波竜之介、弁天、お雪、面堂了子、クラマ　他
あたるのハーレムのメンバー。

### 三宅しのぶの作った未来
現代の関係性を保ったままのような未来。どんな未来を作るか具体的なビジョンが無かったゆえの「妥協の産物」だったが、未来というにはあまりにも変わりばえしない様子に作ったしのぶ自身も呆れてしまい、普段通りの様子を見た因幡は少し引いていた。
三宅しのぶ
社会人となっているが、サクラやあたると交流を続けている。
サクラ
運命製造管理局の作った未来1のような落ち着いた雰囲気は無いが、独身かどうかは不明。
諸星あたる、面堂終太郎
共に社会人になっているが、学生時と全く変わらない行動パターンで呆れられている。
ラム
あたるに結婚を要求し続けている。

### 運命製造管理局の作った未来3
ちょうど、あたるとラムの結婚式を行っていた。運命製造管理局の作った未来で唯一ラムが顔を見せている。

## キャスト
- 諸星あたる - 古川登志夫
- ラム - 平野文
- 面堂終太郎 - 神谷明
- 三宅しのぶ - 島津冴子
- テン - 杉山佳寿子
- サクラ - 鷲尾真知子
- 錯乱坊 - 永井一郎
- おユキ - 小原乃梨子
- 弁天 - 三田ゆう子
- ラン - 小宮和枝
- 藤波竜之介 - 田中真弓
- あたるの父 - 緒方賢一
- あたるの母 - 佐久間なつみ
- 尾津乃つばめ - 井上和彦
- レイ - 玄田哲章
- 因幡 - 鈴置洋孝
- 野村信次
- 二又一成
- 村山明
- 西村智博
- 立木文彦

## スタッフ
- 原作 - 高橋留美子
- 監督 - 出﨑哲
- 製作[注 5] - 多賀英典
- 企画 - 落合茂一
- 音楽 - 風戸慎介、安西史孝、星勝、ミッキー吉野、西村コージ、小林泉美、板倉文、天野正道
- 脚本 - 小出一巳、今泉俊昭
- キャラクターデザイン・絵コンテ・作監協力 - 四分一節子
- 演出・絵コンテ - 冨永恒雄
- 作画監督 - 小林ゆかり
- レイアウト構成・作監協力 - 清水恵蔵
- 美術監督 - 小板橋かよ子
- 撮影監督 - 小山信夫
- 録音監督 - 斯波重治
- アニメーション制作プロデューサー - 松下洋子、松崎義之
- 美術設定 - 千々波美恵子
- メカ設定 - 前島健一
- 色彩設定 - 西川裕子、伊藤弘子
- 特殊効果 - 熊井芳貴
- タイトルデザイン - マキ・プロダクション
- 編集 - 尾形治敏、伊藤勇喜子、豊崎治
- 録音制作 - オムニバスプロモーション
- 制作協力 - マジックバス
- 制作 - キティ・フィルム

## 主題歌
「モノトーンの夏」
松永夏代子によるオープニングテーマ。作詞は森雪之丞、作曲は辻畑鉄也、編曲は森英治。
オープニングアニメーションは土器手司が制作した。
「SORRY…」
成清加奈子によるエンディングテーマ。作詞は森雪之丞、作曲はつのだひろ、編曲は久保田光政。
エンディングアニメーションは小林ゆかりが制作した。

## DVD/Blu-ray
- DVDは2000年8月19日に発売[3]。後にレンタル専用版もリリースされた。
- 2015年4月22日に発売された「OVA『うる星やつら』Blu-ray BOX」に、本作のデジタルリマスター版が収録されている[4][5]。